# 常绿臭椿
常绿臭椿（学名：Ailanthus fordii）为苦木科臭椿属下的一个种。

## 扩展阅读
- 維基物種上的相關：常绿臭椿